# Kalemljenje
Kalemljenje ili cijepljenje voća način je oplemenjivanja raznih sorti biljaka. Radi se o vegetativnom razmnožavanju biljaka na način da se prenose istovjetne osobine plemka na drugu biljku.
Kako kalemiti
Prije samog kalemljenja potrebno je pripremiti kalem-grančice, odnosno kaleme (plemke). Biljka koja prima kalem zove se podloga.
Obično se plemke uzimaju sa zdravijih i rodnijih stabala voća. Najbolje je uzimati kaleme s jugoistočne strane krošnje, a po mogućnosti s vrha stabla, a izbjegavati plemke s niskih grana, koje se nalaze do same zemlje. Najbolje je za kalemljenje koristiti svježe plemke. Dakle, kad se odlučite za kalemljenje, taj isti dan ili dan prije nasijecite grančice za plemke i isti ili naredni dan ih sve potrošite. Ako ih ne uspijete iskoristiti sve isti dan onda mladice zabodite u jedan obični krumpir, jabuku ili grudu vlažne gline, kako biste spriječili da se mladice osuše. Na taj način ćete te plemke moći koristiti i nakon 5-10 dana od odsijecanja. Dakle, najbolje je koristiti tek odsječene grančice i iste potrošiti u sljedećih nekoliko sati istog ili narednog dana. To će sigurno doprinijeti i većem postotku primljenih kalema.
Oplemenjivanje voćaka vrši se spajanjem dviju različitih biljaka. Ovaj postupak primjenjivali su još stari Kinezi, Egipćani, Feničani, te Rimljani, koji su o tome i pisali. Do danas je opisano oko 137 različitih načina oplemenjivanja, a najviše se primjenjuje tek desetak načina. Najčešće se vrši cijepljenje na klin, u krunu, na trokut, zakrpom, u prsten, sedlasto cijepljenje i okuliranje.

## Vrste kalemljenja
Kalemljenje na spavajući pupoljak – napravi se zarez u koru u slovo T i onda se zabode plemka.
Engleska kopulacija – povezivanje podloge i kalema u Y.
Kalemljenje u procijep – kroz podlogu se ureže presjek i u nju se stave kalemi.

## Vanjske poveznice
http://www.agroklub.com/vocarstvo/vrijeme-je-za-cijepljenje/12538/